# 文森特广场

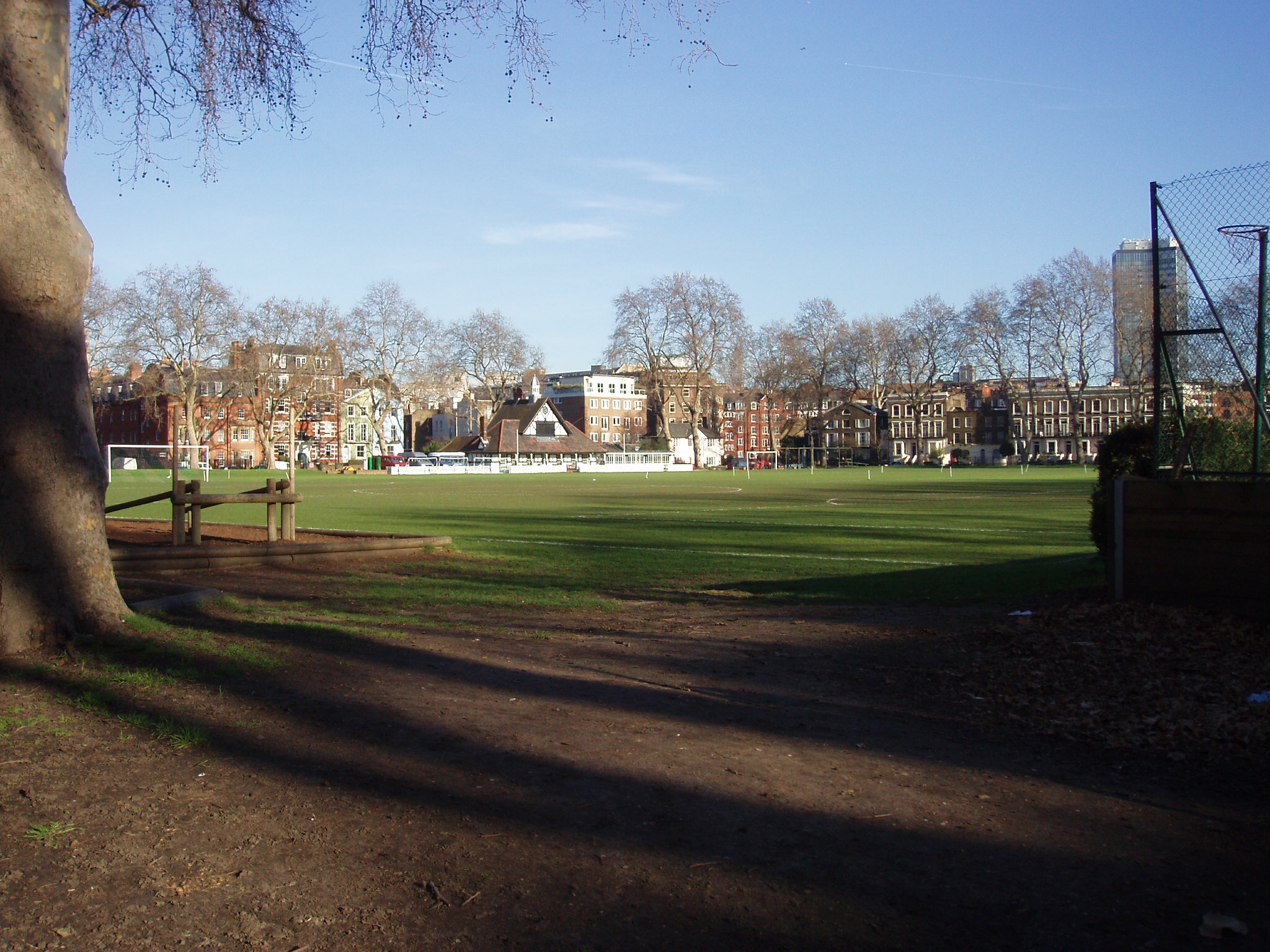

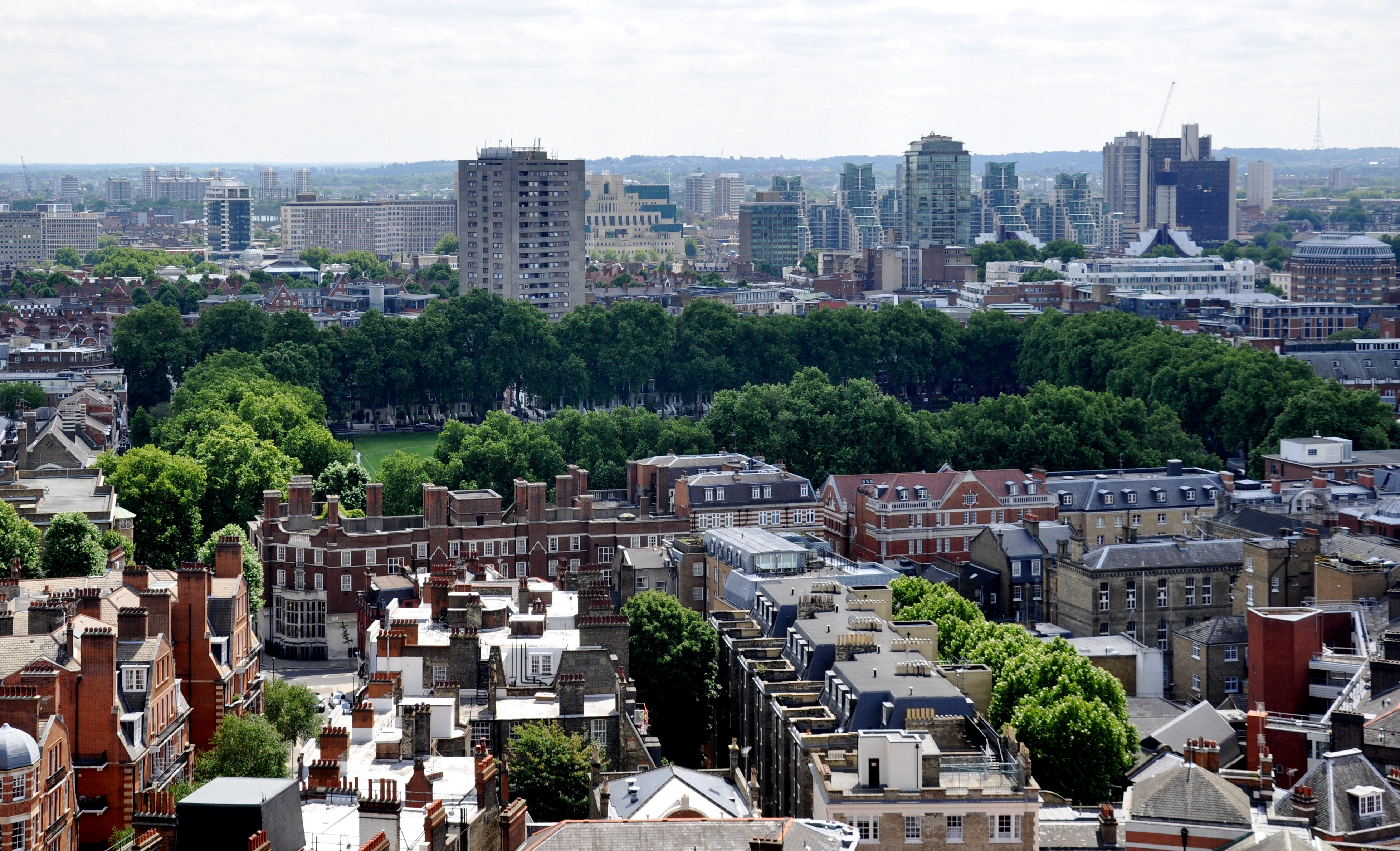

文森特广场（Vincent Square）是英国伦敦西敏市的一个草地广场，面积13英亩，为私立西敏公学，提供了运动场地，包括板球场、足球场、网球场。